# Fir Domnann
Fir Domnann fu un'antica tribù irlandese del Connacht occidentale (odierna penisola di Erris, contea di Mayo). Nella mitologia irlandese rappresentavano un terzo dei Fir Bolg. Erano forse collegati alla tribù britannica dei Dumnoni.